# Oecetis dhatusena
Oecetis dhatusena är en nattsländeart som beskrevs av Schmid 1958. Oecetis dhatusena ingår i släktet Oecetis och familjen långhornssländor. Inga underarter finns listade i Catalogue of Life.